# WX Coronae Australis
WX Coronae Australis är en eruptiv variabel av RCB-typ (RCB) i stjärnbilden Södra kronan.
Stjärnan har magnitud +10,25 och når i förmörkelsefasen ner under +15,2. 